# Der gefährlichste Mann in Amerika – Daniel Ellsberg und die Pentagon-Papiere
Der gefährlichste Mann in Amerika – Daniel Ellsberg und die Pentagon-Papiere ist ein US-amerikanischer Dokumentarfilm aus dem Jahr 2009.
Nach seinem Kinostart am 29. Januar 2010 konnte der Film 453.000 US-Dollar einspielen. In Deutschland wurde er zum ersten Mal am 21. April 2010 von ARTE ausgestrahlt.

## Handlung
Nach einigen Jahren in der Denkfabrik RAND Corporation und einigen Jahren bei den United States Marine Corps beginnt Daniel Ellsberg am 1. August 1964 seinen neuen Job beim Verteidigungsminister der Vereinigten Staaten Robert McNamara. Sein erster Auftrag ist die Bearbeitung eines Zwischenfalls im Golf von Tonkin nahe Nordvietnam, siehe Tonkin-Zwischenfall, bei dem mehrere US-amerikanische Kriegsschiffe angeblich unter Beschuss gerieten. Obwohl es diesen Zwischenfall nicht gab, erklärte Präsident Lyndon B. Johnson Nordvietnam den Krieg. Ellsberg wird bald als fähigster Militärstratege im Verteidigungsministerium der Vereinigten Staaten angesehen und ist maßgeblich daran beteiligt, einige Vorfälle so stark zu dramatisieren, dass Johnson in Vietnam mit Operation Rolling Thunder eine flächendeckende Bombardierung befiehlt. Den Krieg, an dem er sich beteiligt, wird er erst einige Jahre später hautnah miterleben, als er mit seiner frisch angetrauten Frau Vietnam besucht und sie ihm Vorhaltungen macht. Also beschließt Ellsberg sich seiner Marine-Einheit im Kampf anzuschließen, um selbst herauszufinden, wie der Krieg läuft. Nachdem er selbst nur knapp einem Hinterhalt des Vietcongs entkommen kann, muss er in den nächsten Monaten feststellen, dass der desolate Kriegsverlauf verschwiegen und über angebliche Erfolge gelogen wird.
Im Juni 1967 lässt McNamara einen zusammenfassenden Bericht über das bisherige Kriegsgeschehen erstellen, um Johnson entscheiden zu lassen, wie der Krieg weiter zu führen sei. Man fürchtet sich dabei vor dessen Ärger über den bisherigen miserablen Verlauf, weswegen es umso überraschender erscheint, dass Johnson entschlossen einen erneuten Angriff befiehlt. Doch statt das Kriegsgeschehen zu eigenen Gunsten zu wenden, schwächt er die Truppenmoral und die amerikanische Öffentlichkeit bekommt zum ersten Mal mit, wie schlimm es wirklich um die eigenen Truppen in Vietnam steht. Ellsberg selbst beschließt aktiv zu werden und nutzt eine Gelegenheit, bei der er Neil Sheehan, einen Reporter der New York Times, trifft, um ihm ein geheimes CIA-Dokument über die tatsächliche feindliche Truppenstärke zu übergeben.
Im August 1969 beginnt Ellsberg zum ersten Mal den 47 Ordner und 7000 Seiten umfassenden McNamara-Bericht zu lesen und sieht die Zusammenhänge, über die französische Kolonialmacht, dem Unterstützen des dem Westen wohlgesinnten, aber brutalen Diktators Nguyễn Văn Thiệu bis hin zu den Entwicklungen, die zum Krieg führten, weswegen Ellsberg erkennt, dass er nicht die falsche Seite bekämpft, sondern selbst auf der falschen Seite steht. Und so beginnt er am 1. Oktober 1969 diese als Top Secret eingestuften 7000 Seiten zu kopieren, um sie anschließend zu verteilen. Zwar überlegt er lange, ob er sein ganzes Leben, seine Familie und eine Gefängnisstrafe riskieren soll, aber im Endeffekt fühlt er sich moralisch berufen und versucht die Berichte an die Senatoren und Kongressmitglieder zu verteilen. Doch keiner, nicht einmal die, die gegen den Krieg sind, wollen davon etwas wissen; alle weisen ihn ab. Also wendet er sich im März 1971 an Sheehan und die New York Times, die trotz großer Bedenken die Skandalnachricht drucken. Das Weiße Haus ist empört und kommentiert die Vorfälle lediglich damit, dass es sich um Geheimnisverrat handele und die Verantwortlichen zur Rechenschaft gezogen werden. Nachdem das Weiße Haus der New York Times, als erstem US-Medienunternehmen überhaupt, mit einer Einstweiligen Verfügung untersagt hat, weiter über diesen Skandal zu berichten, schickt es das FBI auf Ellsbergs Spuren. Aber Ellsberg schafft es sich lange genug zu verstecken, um die Dokumente nicht nur der Washington Post und 15 weiteren Zeitungen anzubieten, die darüber berichten, sondern auch Senator Mike Gravel, der gerade einen Filibuster im US-Senat unternimmt und später einfach diese 7.000 Seiten vorliest. 
Ellsberg stellt sich daraufhin den Behörden und wird nach dem Espionage Act wegen „unerlaubten Besitzes“ und „Diebstahls“ von Pentagonmaterial, bei einer Androhung der Höchststrafe von 20 Jahren Gefängnis, angeklagt. Währenddessen diskutieren sowohl Politik als auch die Medienlandschaft darüber, ob Ellsberg ein Verräter oder ein Held sei, der für seine moralischen Prinzipien einstand. Henry Kissinger nannte ihn „den gefährlichsten Mann Amerikas, der gestoppt werden müsste“ und Richard Nixon meinte später bei seinem legendären Interview mit David Frost, dass Ellsberg „ein Verräter sei, der dem Feind half, was unentschuldbar sei“. Nixon versuchte auch zuvor die Anklage und die Medien zu täuschen, indem er eine Untersuchungskommission einsetzte, welche Ellsberg und einer möglichen Verschwörung nachgehen sollte. Allein durch diesen Zusammenhang ergänzte die Staatsanwaltschaft die Anklage um acht weitere Punkte, wodurch sich das Maximalstrafmaß auf 115 Jahre erhöhte. Kurz darauf scheitert Nixon an der Watergate-Affäre und der Freedom of Information Act wird auch auf Ellsbergs Handeln hin verabschiedet. Ellsberg selbst wird wegen Verfahrensfehlern freigesprochen.
Er selbst war enttäuscht, dass sich die Öffentlichkeit – bei all den Risiken, die er auch auf sich nahm – trotz der aufgedeckten Skandale wenig für das Vorgehen interessierte. Von seinen Wegbegleitern und Freunden wird Ellsberg anschließend als moralisch integre Person beschrieben.

## Rezeption
Der Film spielte an den Kinokassen 453.000 US-Dollar ein.

### Rezensionen
„Es ist ein handwerklich gut gemachter Film. [...] Wenn man dabei an einen anderen Krieg denkt, welcher durch gefälschte Beweise und durch unwissende Kabinettsmitglieder genehmigt wurde, so darf man gerechtfertigterweise daran denken, aber der Film ziehe keine Parallelen dazu.“

„Obwohl Judith Ehrlich und Rick Goldsmith für ihren Film, welcher ein Stück Realität zu einem pulssteigernden mit Spannung und Dynamik einwickelnden glatten Thriller werden lässt, Anerkennung verdient, muss man ein Schelm sein, wenn man Böses dabei denkt, dass eines der wichtigsten Kapitel der jüngeren amerikanischen Geschichte sich bereits wiederholte.“

„[Die Dokumentation] dramatisiert eine Art säkulare spirituelle Reise, vom Krieger zum Anti-Krieger, vom Analytiker zum Aktivisten und vom Patrioten zum Verräter. Ellsberg [...] beschreibt die Etappen dieser Transformation mit seiner gewohnten Präzision und Leidenschaft.“

„Der Dokumentarfilm, in dem Ellsberg seine Geschichte erzählt, wird um Archivmaterial sowie Zeitzeugenaussagen ergänzt und beschreibt die Beweggründe Ellsbergs, der entweder als Held gefeiert oder als Verräter geächtet wurde.“

### Auszeichnungen
- Peabody Award – gewonnen
- Oscarverleihung 2010: Oscar für die Beste Dokumentation – nominiert
- Primetime-Emmy-Verleihung 2011: Emmy für Exceptional Merit in Nonfiction Filmmaking – nominiert